# Accord de libre-échange entre le Japon et la Suisse
L'accord de libre-échange entre le Japon et la Suisse est un accord de libre-échange signé le 25 septembre 2008 et entré en application le 1er septembre 2009. Il est le premier accord entre le Japon et un pays européen. Il ne concerne pas l'AELE. Il supprime une large partie des droits de douane entre les deux pays.